# Copa América 1945
De Copa América 1945 (eigenlijk Zuid-Amerikaans voetbalkampioenschap 1945, want de naam Copa América wordt pas vanaf 1975 gedragen) was een toernooi gehouden in Santiago, Chili van 14 januari tot 28 februari 1945.
De deelnemende landen waren Argentinië, Bolivia, Brazilië, Chili, Colombia (1ste keer), Ecuador en Uruguay.
Paraguay en Peru trokken zich terug.

## Deelnemende landen
| Land        | Aantal deelnames | Huidig aantal deelnames op rij | Vorige deelname |
| ----------- | ---------------- | ------------------------------ | --------------- |
| Argentinië  | 17de             | 3                              | 1942            |
| Bolivia     | 3de              | 1                              | 1927            |
| Brazilië    | 12de             | 2                              | 1942            |
| Chili (g)   | 13de             | 6                              | 1942            |
| Colombia    | 1ste             | 1                              | -               |
| Ecuador     | 4de              | 4                              | 1942            |
| Uruguay (t) | 17de             | 9                              | 1942            |

- (g) = gastland
- (t) = titelverdediger

## Stadion
| Santiago                            | · Santiago |
| Estadio Nacional Capaciteit: 70.000 | · Santiago |
|                                     | · Santiago |

## Scheidsrechters
De organisatie nodigde in totaal 5 scheidsrechters uit voor 20 duels. Tussen haakjes staat het aantal gefloten duels tijdens de Copa América 1945.

## Eindstand
| Land       | Wed | Win | Gel | Ver | DV | DT | +/− | Pnt |
| ---------- | --- | --- | --- | --- | -- | -- | --- | --- |
| Argentinië | 6   | 5   | 1   | 0   | 22 | 5  | +17 | 11  |
| Brazilië   | 6   | 5   | 0   | 1   | 19 | 5  | +14 | 10  |
| Chili      | 6   | 4   | 1   | 1   | 15 | 5  | +10 | 9   |
| Uruguay    | 6   | 3   | 0   | 3   | 14 | 6  | +8  | 6   |
| Colombia   | 6   | 1   | 1   | 4   | 7  | 25 | –18 | 3   |
| Bolivia    | 6   | 0   | 2   | 4   | 3  | 16 | –13 | 2   |
| Ecuador    | 6   | 0   | 1   | 5   | 9  | 27 | –18 | 1   |

## Wedstrijden
Elk land speelde één keer tegen elk ander land. De puntenverdeling was als volgt:
- Twee punten voor winst
- Eén punt voor gelijkspel
- Nul punten voor verlies

|                                    |                                                             |       |                                                  |                                                                  |
| 14 januari 1945 «onderlinge duels» | Chili                                                       | 6 – 3 | Ecuador                                          | Estadio Nacional, Santiago Scheidsrechter: José Bartolomé Macías |
| 14 januari 1945 «onderlinge duels» | Alcántara 28', 59', 81' Vera 29' Hormazábal 45' Clavero 70' |       | Raymondi Chávez 30' Jiménez 44' Luis Mendoza 51' | Estadio Nacional, Santiago Scheidsrechter: José Bartolomé Macías |

|                                    |                                                    |       |         |                                                               |
| 18 januari 1945 «onderlinge duels» | Argentinië                                         | 4 – 0 | Bolivia | Estadio Nacional, Santiago Scheidsrechter: Humberto Reginatto |
| 18 januari 1945 «onderlinge duels» | Pontoni 10' Martino 43' Loustau 70' De la Mata 75' |       |         | Estadio Nacional, Santiago Scheidsrechter: Humberto Reginatto |

|                                    |                                        |       |          |                                                            |
| 21 januari 1945 «onderlinge duels» | Brazilië                               | 3 – 0 | Colombia | Estadio Nacional, Santiago Scheidsrechter: Nobel Valentini |
| 21 januari 1945 «onderlinge duels» | Jorginho 13' Heleno 15' de Almeida 38' |       |          | Estadio Nacional, Santiago Scheidsrechter: Nobel Valentini |

|                                    |                                          |       |         |                                                            |
| 21 januari 1945 «onderlinge duels» | Chili                                    | 5 – 0 | Bolivia | Estadio Nacional, Santiago Scheidsrechter: Nobel Valentini |
| 21 januari 1945 «onderlinge duels» | Clavero 13', 27', 39' Alcántara 75', 79' |       |         | Estadio Nacional, Santiago Scheidsrechter: Nobel Valentini |

|                                    |                                             |       |            |                                                         |
| 24 januari 1945 «onderlinge duels» | Uruguay                                     | 5 – 1 | Ecuador    | Estadio Nacional, Santiago Scheidsrechter: Mário Vianna |
| 24 januari 1945 «onderlinge duels» | A. García 1', 60', 83' Porta 28' Varela 69' |       | Aguayo 39' | Estadio Nacional, Santiago Scheidsrechter: Mário Vianna |

|                                    |                                                                        |       |          |                                                         |
| 28 januari 1945 «onderlinge duels» | Uruguay                                                                | 7 – 0 | Colombia | Estadio Nacional, Santiago Scheidsrechter: Mário Vianna |
| 28 januari 1945 «onderlinge duels» | A. García 22', 89' Riephoff 25' J. García 37', 83' Ortiz 75' Porta 86' |       |          | Estadio Nacional, Santiago Scheidsrechter: Mário Vianna |

|                                    |                           |       |         |                                                                  |
| 28 januari 1945 «onderlinge duels» | Brazilië                  | 2 – 0 | Bolivia | Estadio Nacional, Santiago Scheidsrechter: José Bartolomé Macías |
| 28 januari 1945 «onderlinge duels» | Ademir 48' Tesourinha 80' |       |         | Estadio Nacional, Santiago Scheidsrechter: José Bartolomé Macías |

|                                    |                        |       |          |                                                                  |
| 31 januari 1945 «onderlinge duels» | Chili                  | 2 – 0 | Colombia | Estadio Nacional, Santiago Scheidsrechter: José Bartolomé Macías |
| 31 januari 1945 «onderlinge duels» | Medina 48' Piñeiro 80' |       |          | Estadio Nacional, Santiago Scheidsrechter: José Bartolomé Macías |

|                                    |                                                       |       |                           |                                                            |
| 31 januari 1945 «onderlinge duels» | Argentinië                                            | 4 – 2 | Ecuador                   | Estadio Nacional, Santiago Scheidsrechter: Nobel Valentini |
| 31 januari 1945 «onderlinge duels» | Pontoni 11' De la Mata 50' Martino 69' Pellegrina 83' |       | Aguayo 53' J. Mendoza 62' | Estadio Nacional, Santiago Scheidsrechter: Nobel Valentini |

|                                    |                                                                                  |       |             |                                                            |
| 7 februari 1945 «onderlinge duels» | Argentinië                                                                       | 9 – 1 | Colombia    | Estadio Nacional, Santiago Scheidsrechter: Nobel Valentini |
| 7 februari 1945 «onderlinge duels» | Pontoni 3', 7' Méndez 15', 39' Martino 27' Boyé 41' Loustau 50' Ferraro 80', 81' |       | Mendoza 52' | Estadio Nacional, Santiago Scheidsrechter: Nobel Valentini |

|                                    |                        |       |         |                                                                  |
| 7 februari 1945 «onderlinge duels» | Brazilië               | 3 – 0 | Uruguay | Estadio Nacional, Santiago Scheidsrechter: José Bartolomé Macías |
| 7 februari 1945 «onderlinge duels» | Heleno 8', 32' Rui 20' |       |         | Estadio Nacional, Santiago Scheidsrechter: José Bartolomé Macías |

|                                     |         |       |         |                                                         |
| 11 februari 1945 «onderlinge duels» | Bolivia | 0 – 0 | Ecuador | Estadio Nacional, Santiago Scheidsrechter: Mário Vianna |
| 11 februari 1945 «onderlinge duels» |         |       |         | Estadio Nacional, Santiago Scheidsrechter: Mário Vianna |

|                                     |           |       |            |                                                            |
| 11 februari 1945 «onderlinge duels» | Chili     | 1 – 1 | Argentinië | Estadio Nacional, Santiago Scheidsrechter: Nobel Valentini |
| 11 februari 1945 «onderlinge duels» | Medina 3' |       | Méndez 52' | Estadio Nacional, Santiago Scheidsrechter: Nobel Valentini |

|                                     |                      |       |         |                                                         |
| 15 februari 1945 «onderlinge duels» | Uruguay              | 2 – 0 | Bolivia | Estadio Nacional, Santiago Scheidsrechter: Mário Vianna |
| 15 februari 1945 «onderlinge duels» | Falero 26' Porta 75' |       |         | Estadio Nacional, Santiago Scheidsrechter: Mário Vianna |

|                                     |                      |       |            |                                                            |
| 15 februari 1945 «onderlinge duels» | Argentinië           | 3 – 1 | Brazilië   | Estadio Nacional, Santiago Scheidsrechter: Nobel Valentini |
| 15 februari 1945 «onderlinge duels» | Méndez 14', 20', 40' |       | Ademir 32' | Estadio Nacional, Santiago Scheidsrechter: Nobel Valentini |

|                                     |                                         |       |           |                                                            |
| 18 februari 1945 «onderlinge duels» | Colombia                                | 3 – 1 | Ecuador   | Estadio Nacional, Santiago Scheidsrechter: Nobel Valentini |
| 18 februari 1945 «onderlinge duels» | González Rubio 2' Gámez 64' Berdugo 70' |       | Aguayo 4' | Estadio Nacional, Santiago Scheidsrechter: Nobel Valentini |

|                                     |           |       |         |                                                                  |
| 18 februari 1945 «onderlinge duels» | Chili     | 1 – 0 | Uruguay | Estadio Nacional, Santiago Scheidsrechter: José Bartolomé Macías |
| 18 februari 1945 «onderlinge duels» | Medina 8' |       |         | Estadio Nacional, Santiago Scheidsrechter: José Bartolomé Macías |

|                                     |                                            |       |                                        |                                                         |
| 21 februari 1945 «onderlinge duels» | Bolivia                                    | 3 – 3 | Colombia                               | Estadio Nacional, Santiago Scheidsrechter: Mário Vianna |
| 21 februari 1945 «onderlinge duels» | Fernández 57' Zenón González 75' Orgaz 80' |       | González Rubio 3' Berdugo 7' Gámez 67' | Estadio Nacional, Santiago Scheidsrechter: Mário Vianna |

|                                     |                                                                    |       |                         |                                                                  |
| 21 februari 1945 «onderlinge duels» | Brazilië                                                           | 9 – 2 | Ecuador                 | Estadio Nacional, Santiago Scheidsrechter: José Bartolomé Macías |
| 21 februari 1945 «onderlinge duels» | Ademir 3', 10', 75' Heleno 22', 28' Zizinho 40', 65' Jair 67', 68' |       | Aguayo 42' Albornoz 49' | Estadio Nacional, Santiago Scheidsrechter: José Bartolomé Macías |

|                                     |             |       |         |                                                           |
| 25 februari 1945 «onderlinge duels» | Argentinië  | 1 – 0 | Uruguay | Estadio Nacional, Santiago Scheidsrechter: Juan Las Heras |
| 25 februari 1945 «onderlinge duels» | Martino 50' |       |         | Estadio Nacional, Santiago Scheidsrechter: Juan Las Heras |

|                                     |            |       |       |                                                            |
| 28 februari 1945 «onderlinge duels» | Brazilië   | 1 – 0 | Chili | Estadio Nacional, Santiago Scheidsrechter: Nobel Valentini |
| 28 februari 1945 «onderlinge duels» | Heleno 20' |       |       | Estadio Nacional, Santiago Scheidsrechter: Nobel Valentini |

|                      |
| Vlag van Argentinië  |
| ARGENTINIË 7de titel |

## Doelpuntenmakers
6 doelpunten
- Méndez
- Heleno

5 doelpunten
- Ademir
- Alcántara
- A. García

4 doelpunten
- Martino
- Pontoni
- Clavero
- Aguayo

3 doelpunten
- Medina
- Porta

2 doelpunten
- De la Mata
- Ferraro
- Loustau

- Jair
- Zizinho
- Gámez

- González Rubio
- Berdugo
- J. García

1 doelpunt
- Boyé
- Pellegrina
- Fernández
- González
- Orgaz
- Jaime de Almeida
- Jorginho
- Rui

- Tesourinha
- Hormazábal
- Piñeiro
- Vera
- Mendoza
- Albornoz
- J. Mendoza
- Jiménez

- L. Mendoza
- Raymondi Chávez
- Falero
- Ortiz
- Riephoff
- Varela

1916 · 
1917 · 
1919 · 
1920 · 
1921 · 
1922 · 
1923 · 
1924 · 
1925 · 
1926 · 
1927 · 
1929 · 
1935 · 
1937 · 
1939 · 
1941 · 
1942 · 
1945 · 
1946 · 
1947 · 
1949 · 
1953 · 
1955 · 
1956 · 
1957 · 
1959 · 
1959 · 
1963 · 
1967 · 
1975 · 
1979 · 
1983 · 
1987 · 
1989 · 
1991 · 
1993 · 
1995 · 
1997 · 
1999 · 
2001 · 
2004 · 
2007 · 
2011 · 
2015 · 
2016 ·
2019 ·
2021 ·
2024